# ヨーロピアナ
ヨーロピアナ（Europeana）は、文化遺産のためのEUのデジタルプラットフォームである。参加機関は3000以上にのぼり、アムステルダム国立美術館や英国図書館、ルーブル美術館といった国際的に著名なところから、欧州連合のすべての加盟国における地域の文書館や美術館・博物館までが含まれている。同時に、利用者は、そこで収集されたコレクションを通じて先史時代から現代までの、欧州の文化的科学的遺産を探索できる。レオナルド・ダ・ビンチの『モナ・リザ』、ヨハネス・フェルメールの『真珠の耳飾りの少女』、チャールズ・ダーウィンやアイザック・ニュートンの著作、ウォルフガング・アマデウス・モーツァルトの作品は、ヨーロピアナのハイライトを成すものの一部である。

## 概要
2010年1月時点で、アクセス可能なコンテンツは約600万件ある。
2009年7月時点の国別提供割合では、変わらずフランスが約半数を占めているものの、2番目に多いのはドイツの約15%と、多様化してきている。現在は58のメンバーがコンテンツを提供しており、5%以上の提供割合を占める国はフランス、ドイツ、スウェーデン、イギリス、オランダの5カ国である。
計画では2010年の本格運用までに1000万件の収集を目指している。
現責任者はジル・カズンズ (Jill Cousins) 欧州デジタル図書館事務局長。

## 沿革
- 2005年 - 欧州委員会がプロジェクトを開始[6]。
- 2007年4月 - プロトタイプ版を公開[7]。
- 2008年11月20日 - 約200万件のデータがある状態で正式公開されたが、アクセスが殺到したため公開を一旦中止した。同年12月24日にサービスを再開した[8][9]。
- 2009年5月 - シソーラスなどを利用できるセマンティック検索エンジンのプロトタイプ版を公開[10][11]。
- 2009年12月 - 収録コンテンツ数が500万件を超えた[12]。
- 2011年 - 新プロジェクトとして「ヨーロッパの都市化に対するユダヤ人の貢献」と「ヨーロッパのテレビにおける象徴的瞬間」を開始予定[13][14][15]。